# ألويس الثاني
ألويس الثاني هو سياسي ليختنشتاني، ولد في 26 مايو 1796 في فيينا في النمسا، وتوفي في 12 نوفمبر 1858 في Lednice Castle ‏ في التشيك.